# Sandro Burki
Sandro Burki (Oftringen, 16 september 1985) is een Zwitsers voormalig voetballer die speelde als middenvelder.

## Carrière
Burki maakte zijn profdebuut voor de Zwitserse club FC Zürich, hij speelde er maar kort en slaagde erin om naar het Duitse FC Bayern München te trekken. Hij slaagde er niet in om in het eerste team te spelen en kwam enkel uit voor het tweede daarom vertrok hij weeral na een jaar en tekende bij BSC Young Boys. Hierna kwamen nog FC Wil en het Liechtensteinse FC Vaduz. Van 2006 tot 2017 speelde hij bij FC Aarau zowel in de Super League als in de Challenge League.
Hij speelde op 20 augustus 2008 een vriendschappelijk interland tegen Cyprus, hij viel in de 85 minuut in voor Benjamin Huggel, het zou bij deze ene keer blijven.

## Erelijst
- FC Vaduz
  - Liechtensteinse voetbalbeker: 2006
- FC Aarau
  - Challenge League: 2013